# チャールストン駅
チャールストン駅（英語：Charleston Station）は、ウェストバージニア州チャールストンマッコークル・アヴェニュー・サウスイースト350にある駅。昔のチェサピーク・アンド・オハイオ鉄道の駅である。市バスに乗り換えできる。

## 利用可能な鉄道路線／列車
アムトラックの停車する列車は下記の通り。
シカゴとワシントン間の夜行長距離列車カーディナル号… 週3往復停車